# James Lindsay, 3. Baron Lindsay of Birker
James Francis Lindsay, 3. Baron Lindsay of Birker (* 29. Januar 1945 in Yan’an, China) ist ein britischer Peer und Politiker, sowie australischer Diplomat im Ruhestand.

## Leben und Karriere
Lindsay ist der einzige Sohn des Hochschuldozenten Michael Lindsay, 2. Baron Lindsay of Birker (1909–1994) aus dessen Ehe mit der Chinesin Hsiao Li (1916–2010). Er wurde während des Zweiten Weltkriegs im Bethune International Hospital in Yan’an in China geboren, wo sich seine Eltern auf der Flucht vor japanischen Streitkräften chinesischen Kommunisten angeschlossen hatten. Er lebte mit seinen Eltern ab November 1945 in England, von 1950 bis 1951 in Canberra, Australien, und ab 1959 in Washington, D.C., USA.
James Birker besuchte die University of Keele und die University of Liverpool in England und arbeitete als Dozent (Lecturer) für Physik an der Tunghai-Universität in Taichung auf Taiwan von 1967 bis 1968. Von 1969 bis 1970 war er als Geophysiker auf Expeditionen in Darwin, Australien.
Lindsay trat 1972 in den australischen diplomatischen Dienst ein und wurde von 1973 bis 1976 in Chile als Second Secretary postiert, gefolgt von Laos als First Secretary von 1980 bis 1981. Er war von 1982 bis 1984 in Bangladesch ebenfalls als First Secretary und von 1987 bis 1990 ebenso in Venezuela. Von 1991 bis 1993 war er im australischen Außenministerium tätig.
1993 wurde er zum Deputy High Commissioner für Pakistan ernannt, einem Amt, das er bis 1996 behielt, und war im Anschluss von 1996 bis 2000 Deputy High Commissioner für Kenia. Er war auch stellvertretender australischer Repräsentant (Deputy Permanent Representative for Australia) beim United Nations Environment Programme, ebenfalls von 1996 bis 2000.

## Mitgliedschaft im House of Lords
Lindsay erbte beim Tod seines Vaters 1994 dessen Adelstitel als Baron Lindsay of Birker und den damals damit verbundenen Sitz im britischen House of Lords. Diesen nahm er am 17. Juli 1995 erstmals ein. Im Parlament schloss er sich der Fraktion der Crossbencher an.
Mit Inkrafttreten des House of Lords Act 1999 verlor er im November 1999 seinen erblichen Parlamentssitz. Er trat zur Wahl für einen der verbleibenden Sitze an, landete aber nur auf dem 77. Platz der Crossbencher, für die 28 Sitze vergeben wurden. Im Register of Hereditary Peers, die für eine Nachwahl zur Verfügung stehen, ist er nicht verzeichnet.

## Spätere Karriere
Von 2000 bis 2005 war Lindsay Berater (Consultant) von Horn Relief Somalia. 2003 war er als Dozent (Lecturer) für internationale Beziehungen an der Pekinger Fremdsprachenuniversität tätig. Beim Uganda Rural Trading and Development Programme Kagadi Uganda war er 2004 Berater (Consultant). Im selben Jahr war er Mitbegründer (Co-Founder) von Sun Fire Cooking in Somalia.

## Familie
Lindsay heiratete zunächst 1969 Mary Rose Thomas, die Tochter von W. G. Thomas. Sie hatten keine Kinder und wurden 1985 geschieden. 2000 heiratete er Pamela Collett, Tochter von Lon Hutchison. Auch diese Ehe ist bislang kinderlos.